# Jalapa
Jalapa là một đô thị thuộc bang Tabasco, México. Năm 2005, dân số của đô thị này là 33596 người.